# نشأة إسحاق نيوتن

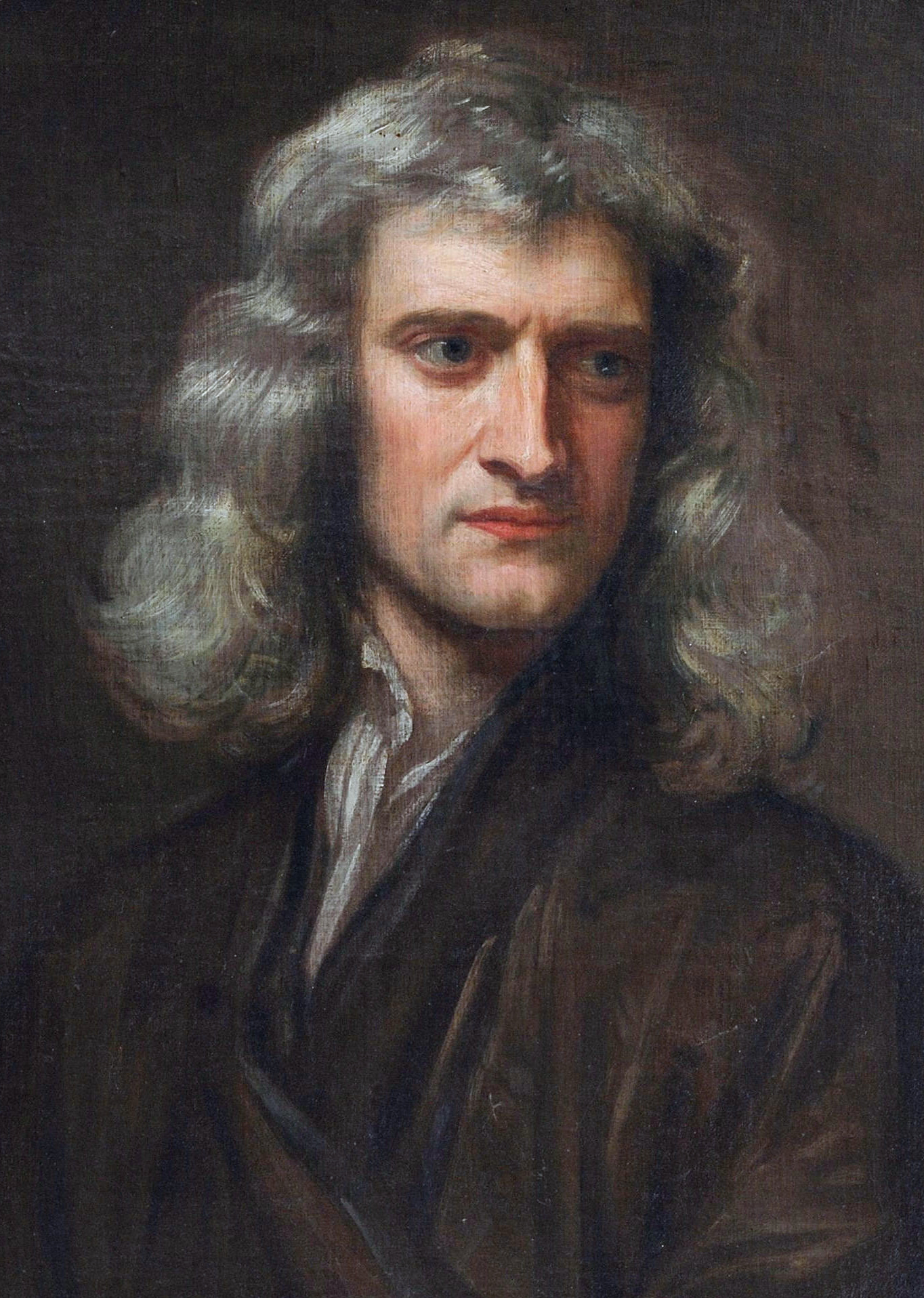
صورة للعالم إسحاق نيوتن وهو في سن الأربعين رسمها الألماني جودفري نيللر عام 1689.

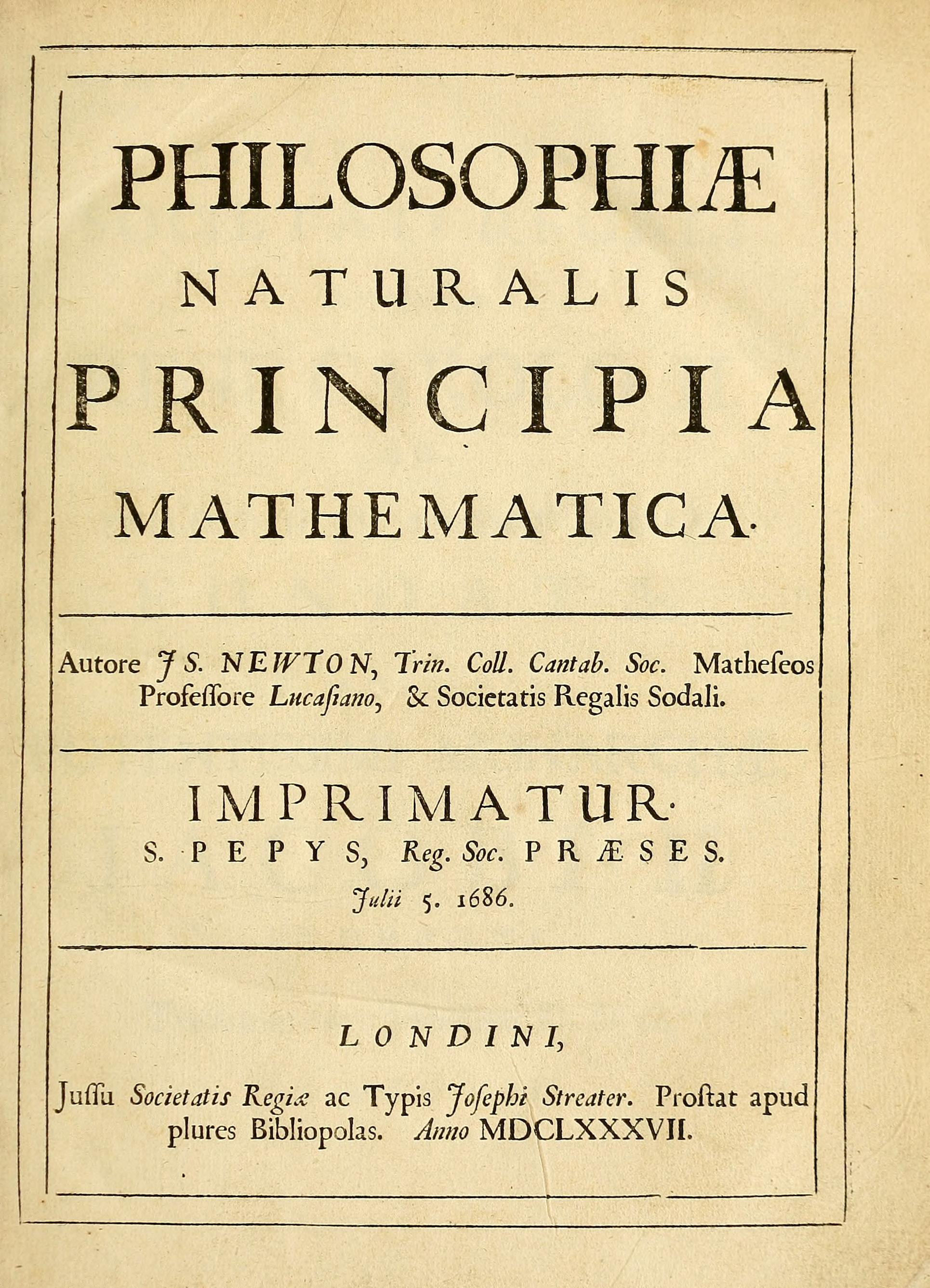
"الأصول الرياضية للفلسفة الطبيعية "(1687م)

هذا المقال يهتم بجانب خاص من حياة السير إسحاق نيوتن، العالم والرياضياتي الإنجليزي ومؤلف كتاب الأصول الرياضية للفلسفة الطبيعية والذي يعد من أهم الأعمال في تاريخ العلم. يلقي هذا المقال الضوء على ميلاد هذا العالم في عام 1642 . تعليمه وإسهاماته العلمية قبل كتابه عمله الرئيسي «المبادئ» في عام 1685 .

## الميلاد والتعليم
ولد السير إسحاق نيوتن 1642 يوم عيد الميلاد الموافق 25 كانون الأول بعد وفاة والده بثلاثة أشهر. وقد سمي باسم والده، الذي كان معاونا زراعيا للسيد حنا إيسكوف في وولثورب في مقاطعة لنكولنشاير ، ومع أن المولود كان هزيلا عليل الصحة، إلا أنه نجح في أن يظل على قيد الحياة وأن ينشأ قويا وإن لم يتمتع قط بصحة ممتازة. ولم يحظ إسحاق بطفوله سعيدة، لأن والدته تزوجت قبل أن يبلغ السنتين من عمره من قس بروتستنتي ثري يدعى برنابا سميث، فتركت إسحاق في رعايه جدته وانتقلت إلى القرية المجاورة التي كان يعيش فيها زوجها لكي تساعده في تربية أطفاله الثلاثة. وهكذا ظل إسحاق منفصلا عن والدته قرابة تسع سنوات إلى أن توفى زوج أمه عام 1653 . وقد أثر غيابها على الأرجح تأثيرا حادا في نشأه إسحاق وفي شخصيته، بل ولا شك أنه كون موقفه من النساء عامه. لذللك لم يكن له معهن شأن يذكر في حياته كلها ولم يتزوج أبدا. وفيما عدا قصه حب عابرة في شبابه كان اهتمامه منصبا بكليته على عمله، وإلى مدى أقل على منتقديه، إذ أن الشعور الحاد بعدم الأمان الذي جعل القلق يسيطر عليه لدى نشره أعماله والعنف اللا معقول الذي كان يدافع به عنها، لازماه طيله حياته كلها، بل ويمكن تتبع آثارهما حتى سنواته الأولى.
وعندما أصبح سن نيوتن 19 عاما هدد أمه وزوجها بأنه سَيُحْرِق البيت وهما فيه.
وليس في طفولة نيوتن المبكره ما يدل دلاله واضحة على قدرته العقليه، فقد كان طفلا محبا للإستطلاع وتلميذا متوسطا في المدرسة الثانوية في غرانتام، وكان ينفق من الوقت في أحلام اليقظة في قاعه الدرس أكثر ما ينفقه في مراجعة الدروس. وكان يفضل البقاء وحيدا مع نفسه أكثر من مصاحبة الآخرين، ونادرا ما كان يمارس الألعاب والرياضة مع الأولاد الآخرين، إذ كان مزاجيا متوتر الأعصاب جدا، ولكنه كان يخلد إلى تفحص أفكاره، وقد أظهر فعلا بعض البراعة الميكانيكية فصنع أدوات آليه من تصميمه مثل طائرة ورقية وساعة مائية.
وبعد موت زوج أمه، دعته والدته ليدير الملكية الكبيرة التي آلت إليها. فلم تدم هذة المهمة طويلا، إذ أثبت نيوتن عند إدارته لهذه المزرعة أنه لا يصلح لذلك إطلاقاً، وأنه غير قادر على التفاهم مع المزارعين ، فضلا عن أن اهتمامه بالأمور الزراعية كان ضعيفا. وكان من محاسن الصدف أن خاله أقنع والدته بضرورة إعادة نيوتن إلى المدرسة في غرانتام لكي يدرس فيها اللاتينية والحساب ويهئ نفسه لصعوبات التعليم الجامعي. وكانت نتائج أعمال نيوتن في مواضيع دراسته كافية لقبوله في كلية ترينيتي في كامبريدج حيث حصل على شهادة القبول في يونيو عام 1661، أي عندما بلغ الثامنة عشر من عمره.

## الحياة الأكاديمية
كانت جامعة كامبريدج في ذلك الوقت، مثل غيرها من الجامعات لا تزال غارقة في تعاليم أرسطو ومذهبه، على الرغم من أن انتساب نيوتن إليها جاء بعد أن كان نيكولاس كوبرنيكوس وكبلر وغاليليو غاليلي قد أسهموا إسهاما عظيما في العلم الحديث. لذلك قلما كان يدور النقاش عن نظام كوبرنيكوس القائل بمركزية الشمس أو عن ميكانيك غاليلي، وكان على نيوتن وزملائه في الدراسة أن يتلقوا بدلا من ذلك دروسا عن أعمال أرسطو وأفلاطون وعن النظرة الشائعة آنذاك وهي أن الأرض مركز الكون، على الرغم من تزايد إتضاح عدم واقعيتها غير أن نيوتن كان قد إجتذبته أعمال فلاسفة الفيزياء، من أمثال رينيه ديكارت الذي كان قد بدأ بصياغة مفهوم جديد عن الطبيعة يصورها شيئا معقدا غير شخصي، وآله عاطلة. بل إن تأثير ديكارت في نيوتن كان هائلا، لأن ديكارت بخلاف أرسطو كان ينظر إلى الواقع الفيزيائي على أنه ليس سوى جسيمات مادية متحركه باستمرار ويعتقد بأن جميع الظواهر الطبيعية تنشأ عن تأثير هذه الجسيمات بعضا في بعض تأثيرا آليا. هذا فضلا عن أن نيوتن وقع تحت تأثير الرياضي إسحاق بارو الذي كان أول من اكتشف ألمعية نيوتن وشجعه على اهتمامه بالرياضيات كما لفت انتباهه إلى دراسة البصريات فعمل نيوتن أثناء سنتيه الأخيرتين في كامبريدج على تقوية مهاراته الرياضية وظل يتابع في الوقت نفسه دراسه أعمال علماء النهضة وفلاسفتها كما بدأ أيضا بصياغة مفاهيمه التي أصبحت فيما بعد إحدى أهم إسهاماته. غير أن الجهود الكبيرة التي بذلها في دراسته الخاصة أثرت على دراسته الأكاديمية المطالب بها وجعلتها غير متميزة لذلك عندما نال نيوتن شهادة البكالوريوس في أبريل عام 1665 مرت موهبه من أعظم المواهب في تاريخ الجامعة التعليمي، بدون أن يلاحظها أحد.
وفي عام 1665 تفشى وباء الطاعون في لندن، مما دفع نيوتن إلى مغادرة كامبريدج والعودة إلى بيته في وولثورب حيث قضى العامين التاليين متأملا الأفكار التي بدأ اهتمامه بها حين كان في الجامعة عن المكان والزمان والحركة ومن المسلم به أنه كان حين عودته إلى كمبردج عام 1667 قد أرسى نهائيا أسس أعماله في المجالات الكبيرة الثلاثة التي اقترن بها اسمه إلى الأبد ، وهي حساب التفاضل والتكامل وطبيعة الضوء الأبيض والتثاقل الكوني وما يترتب عليه من أمور. كما اكتشف أيضا نظرية ذات الحدين. بل إنه أثناء هذه المدة نفسها، كان قد تفحص عناصر الحركة الدائرية واستنبط من تطبيق تحليله على القمر والكواكب، علاقة التربيع العكسي التي تقول إن القوة المركزية التي تؤثر في الكوكب تتناقص متناسبة عكسا مع بعده عن الشمس أي تلك العلاقة التي أصبحت بعد ذلك قانونا حاسما للتثاقل الكوني لتكون العلاقة بالشكل التالي:
{\displaystyle F=G{\frac {m_{1}m_{2}}{r^{2}}}}
حيث:
{\displaystyle F\ } هي القوة الناتجة عن الجاذبية
{\displaystyle G\ } هو ثابت الجذب العام بين الكتل
{\displaystyle m_{1}\ } هي كتلة الجسيم الأول
{\displaystyle m_{2}\ } هي كتلة الجسيم الثاني
{\displaystyle r\ } هو البعد بين الجسيمين
- الصورة الاتجاهية لقانون الجذب العام لنيوتن

{\displaystyle {\vec {F}}_{12}=-{\vec {F}}_{21}=-G{m_{1}m_{2} \over {\vert {\vec {r}}_{12}\vert }^{2}}\,{\hat {r}}_{12}}
حيث:
{\displaystyle {\vec {F}}_{12}} هو متجه القوة التي يؤثر بها الجسيم 1 على الجسيم 2
{\displaystyle {\vec {F}}_{21}} هو متجه القوة التي يؤثر بها الجسيم 2 على الجسيم 1
{\displaystyle G\ } هو ثابت الجذب العام بين الكتل
{\displaystyle m_{1}\ } و{\displaystyle m_{2}\ } هما كتلتا الجسيمين على الترتيب
{\displaystyle \vert {\vec {r}}_{12}\vert \ =\vert {\vec {r}}_{2}-{\vec {r}}_{1}\vert } هو البعد بين الجسيمين (أي مقدار المتجه الذي هو مقدار الفرق بين متجهي موضع الجسيمين)
{\displaystyle {\hat {r}}_{12}\ {\stackrel {\mathrm {def} }{=}}\ {\frac {{\vec {r}}_{2}-{\vec {r}}_{1}}{\vert {\vec {r}}_{2}-{\vec {r}}_{1}\vert }}} هو وحدة متجه للمتجه من 1 إلى 2

إثبات نيوتن للقانون كبلر الثاني، كما هو موضح في الكتاب. وإذا أثرت قوة الجاذبية اللحظية (السهم الأحمر) على كوكب الأرض خلال مداره، فإن مساحة المثلثات التي يحددها مسار الكوكب تكون هي نفسها. وهذا يطبق على أي فترة زمنية ثابتة ، عندما تؤول الفترة الزمنية إلى الصفر، يمكن اعتبار القوة مستمرة.

ففي هذين العامين الرائعين اللذين قضاهما نيوتن في وولثورب، أوصل أعمال غاليلي وكبلر إلى استنتاجاتهما المنطقية، وصاغ القوانين الفيزيائية اللازمة لتفسير ديناميكية كون ميكانيكي فطغت إنجازاته العلمية على علم القرنين التاليين وعلى فلسفتهما. حتى ليصعب على المرء أن يفهم كيف أمكن لشاب ناشئ في سنه أن ينجز هذة الأعمال الفذة في مده قصيرة كهذة.
كانت نظرية نيوتن في الثقالة تعتمد على نظريته القائلة «إن معدل سرعة السقوط تتناسب مع شدة قوة التثاقل، وأن هذه القوة تتناقص تبعا لمربع المسافة عن مركز الأرض». إذ قادته مشاهدته سقوط تفاحة من شجرة على الأرض  عند إقامته في وولثورب إلى أن يستنتج أن الأرض تجذب التفاحة باستمرار حتي حين تكون على الأرض. علما بأن هذة الفكرة - جذب الأرض للأشياء – لم تكن جديدة، إلا أن نيوتن كان أول من قال بأن هذه القوة التي تسبب سقوط التفاحة على الأرض، هي نفسها القوة التي تبقى القمر في مداره حول الأرض، وتبقي الأرض في مدارها حول الشمس. ولكن ما وضحه قانون التربيع العكسي رياضيا هو كيف أن قوى التجاذب بين جسمين تتوقف على كتلتهما وعلى المسافة بينهما. كما بين هذا القانون أيضا النتيجة التي توصل إليها نيوتن وهي أن قوه التثاقل الأرضي لا تتميز بأي شيء خاص بها، وإنما يمكن أن نجدها ناشئه عن جميع الأجسام في العالم. ولم يكتف نيوتن بأن وحد ميكانيك كبلر وغاليليو وأكمل عليهم بل أوضح أيضا أن حركات العالم الديناميكية يمكن أن توصف بعلاقات رياضية أساسية تصلح في أي مكان في هذا الكون. حتي لقد أعطت فائدة الرياضيات المؤكدة هذه الفلسفة الطبيعية - كما كانت تسمى الفيزياء في ذلك الوقت – أساسا نظريا قائما بذاته لم يكن لها مثله من قبل قط.

## مكونات الضوء الأبيض

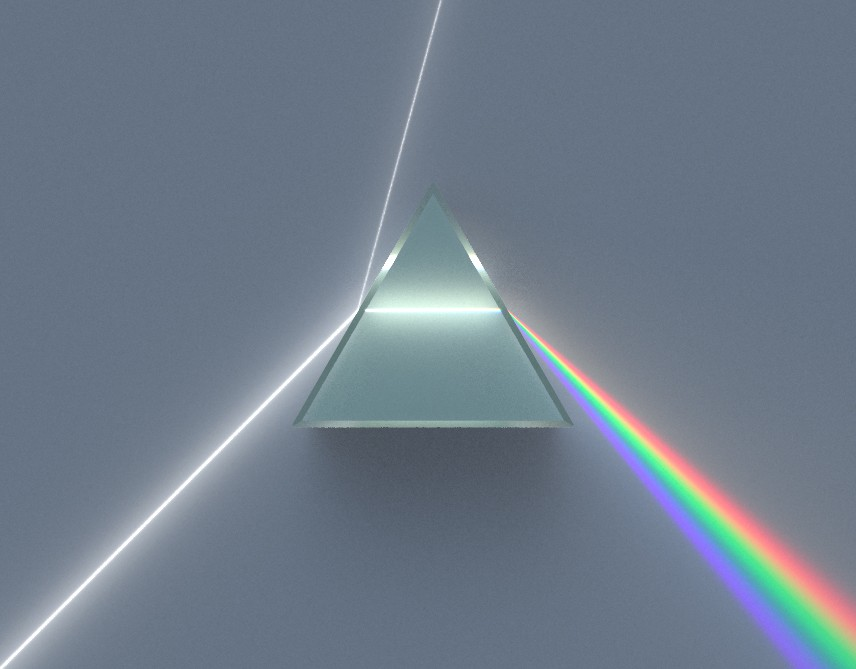
صورة توضح اكتشاف نيوتن لتحليل المنشور للضوء الأبيض إلى ألوان الطيف المرئي.

وكان ثاني إنجازات نيوتن العظيمة تجاربه في الضوء والنظرية الجسيمية التي كونها عنه. فحين كان في وولثورب قام بتجارب على المنشور ، ولاحظ أنه عندما يمر شعاع ضوئي عبر المنشور كان ينكسر ولكنه يتجزأ إلى أجزاء تنكسر بانحرافات مختلفه، وأن الحزمة التي تسقط على الحاجز ليست مجرد بقعة متسعة من الضوء وإنما هي شريط ذو ألوان متتابعة مرتبة بحسب ترتيب ألوان قوس قزح المألوفة: الأحمر فالبرتقالي فالأصفر فالأخضر فالأزرق فالبنفسجي. وحين كان يمر عبر منشور ثان بشرط أن يكون مقلوب بالنسبة للأول كانت الألوان تعود فتتحد لتكون حزمة بيضاء، فساقته هذه التجارب إلى تكوين نظرية جسيمية للضوء، إذ اعتقد أن الأشعة الإفرادية تثير عندما تسقط على شبكية العين إحساسات بألوان إفرادية. ومع أن زملاءه قبلوا بعد ذلك بوجه عام نظريته أن الضوء يتألف من جسيمات غايه في الصغر، إلا أن عددا من المعارضين مثل الفلكي والفيزيائي الهولندي كريستيان هويغنز كانوا يحاجون بأن الضوء يتألف من أمواج. غير ان نيوتن كان يرد على ذلك بأن الضوء لو كان تموجيا لكان يجب أن ينعطف عند الظلال (مثل الصوت عندما ينحرف عند الحواف ليصبح مسموعا) وكان نيوتن على حق في فكرته هذة، ولم يمض سوى سنوات حتي أثبتت تجارب أكثر دقة بأن الضوء ينعطف فعلا وأنه لذلك يملك خواص تموجية.
وبالرغم من ذلك لم تنتهي النظرية الجسيميه للضوء، ففي بدايه القرن العشرين إقترح ألبرت أينشتاين أن الضوء يتألف من جسيمات منفصله تدعي اليوم فوتونات.

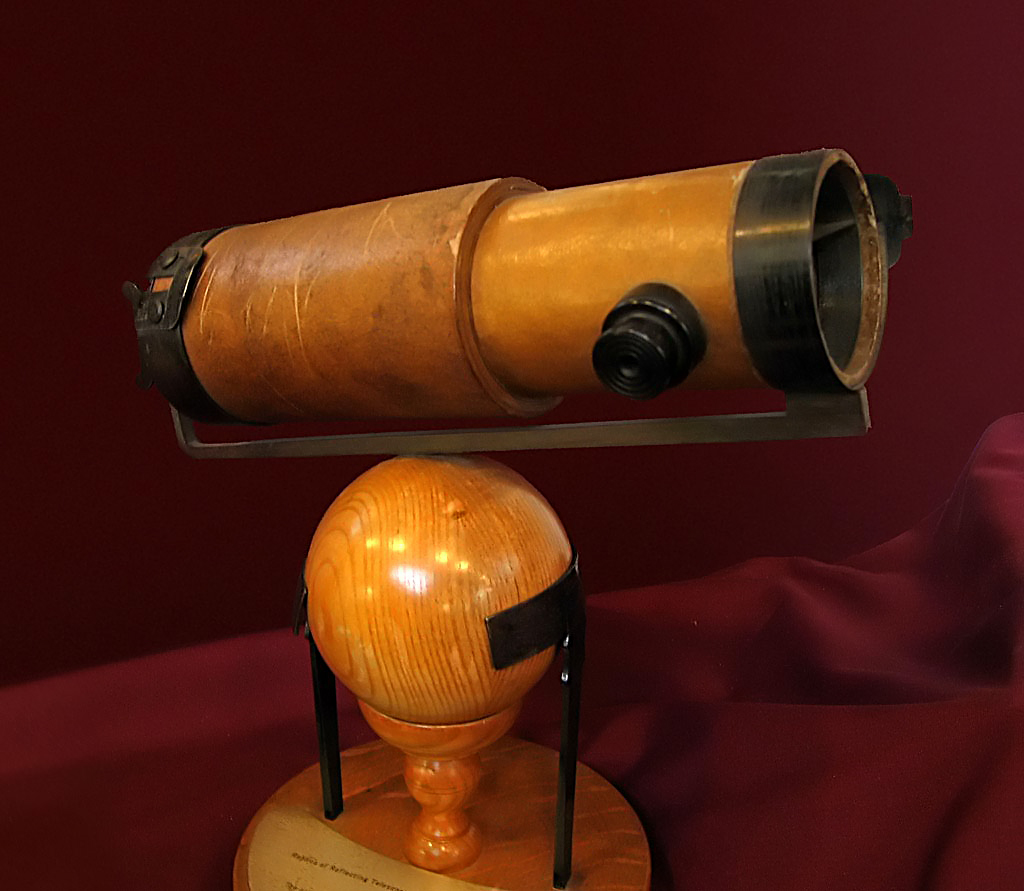
محاكاه للمقراب العاكس الذي قدمة نيوتن للجمعية الملكية عام 1672

## الصراع على الإنتخابات
وبعد أن أعيد افتتاح كمبردج في عام 1667 انتخب نيوتن عضوا في كليه ترينيتي، وبعد ذلك بعامين تخلى موجه نيوتن وناصحه إسحق باور عن مركزه موصيا بأن يكون نيوتن خلفا له، فبدأ نيوتن بإلقاء محاضرات في البصريات دون أن يكون قد نشر بعد أي شيء عن اكتشافاته، كما تابع تجاربه في الضوء وصنع أول مقراب عاكس. وقد أثار هذا المقراب اهتماما عظيما لدى الجمعية الملكية أدى إلى انتخاب نيوتن عضوأ في هذة الهيئة عام 1672 . فشجع هذا الشرف نيوتن على تقديم نشرة علمية في البصريات لاقت هجوما قاسيا من روبرت هوك الذي كان آنذاك رئيسا للجمعية الملكية ويعد نفسه خبيرا في البصريات وقد أثارت طريقته المتعالية في مراجعة النشرة غضب نيوتن الذي كان لا يستطيع تقبل أي نقد لعمله أو أي جدل مقيت. ولم يمض عام كامل على تقديم نيوتن لنشرته حتي ضاق ذرعا بتبادل الآراء في المناقشات، وأصابه من الضجر ما جعله يقطع صلاته ويعيش في عزلة تامه.

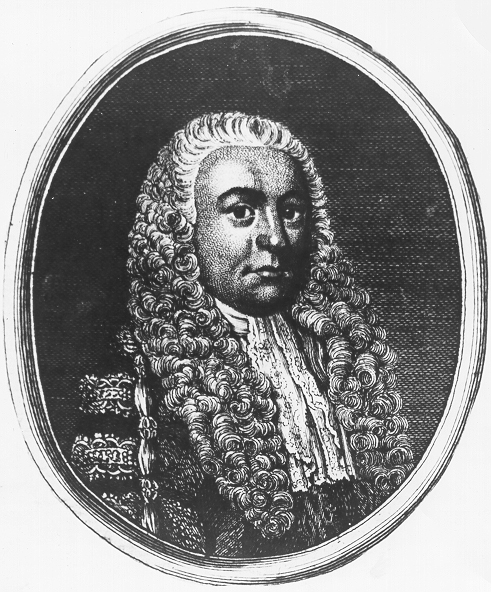
صورة نشرتها مجلة التايم لهوك.

## الخلافات
أما خلافات نيوتن مع هوك  وهويلمز في طبيعة الضوء فقد طغا عليها جدل دار حول اكتشاف حساب التفاضل والتكامل الذي بدأ في عام 1684 عندما نشر الفيلسوف وعالم الرياضيات الألماني غوتفريد فيلهيلم لايبنتز بحثة عن هذا الموضوع، وكان تأخر نيوتن في نشر بحثه عن هذا الحساب حتي عام 1704 هو السبب في اختلاط الأمر حول من له الحق في هذا الاكتشاف، حتي إلى ما بعد ذلك التاريخ وكان كل من الرجلين يبدى صداقته للآخر أمام الجمهور، ولكنه كان في الوقت نفسه يشجع مؤيدية على أن يستخفوا بعمل الآخر. ومن المرجح أن لايبنتز كان قد توصل إلى هذا الحساب بمعزل عن نيوتن، غير أنه من الثابت حاليا أن نيوتن كان قد بدأ بتطوير حساب التفاضل والتكامل حتي قبل أن يبدأ لايبنتز بدراسه الرياضيات. ولكن النزاع بدأ يطرح على الصعيد القومي بين أناس لم يكونوا يعرفون أي شئ عن عمل كل من العالمين ومع ذلك كانوا يجادلون بانفعال حول صاحب هذا الاكتشاف هل هو إنكليزي أم ألماني. ولم تنته هذه المشكله إلى حل طيله حياه نيوتن ففى حين كان كثيرون من زملائه راغبين في تبرئته من تهمة الإدعاء بسبب عدم توفر أي دليل نظرا لشهرة لايبنتز الواسعه فقد كان معظم علماء القارة الأوروبية (دون الجزر البريطانية) ورياضيوها يستخدمون رموز لايبنتز ومصطلحاته، واستمر استخدامها إلى الآن لآنها أكثر ملاءمة.

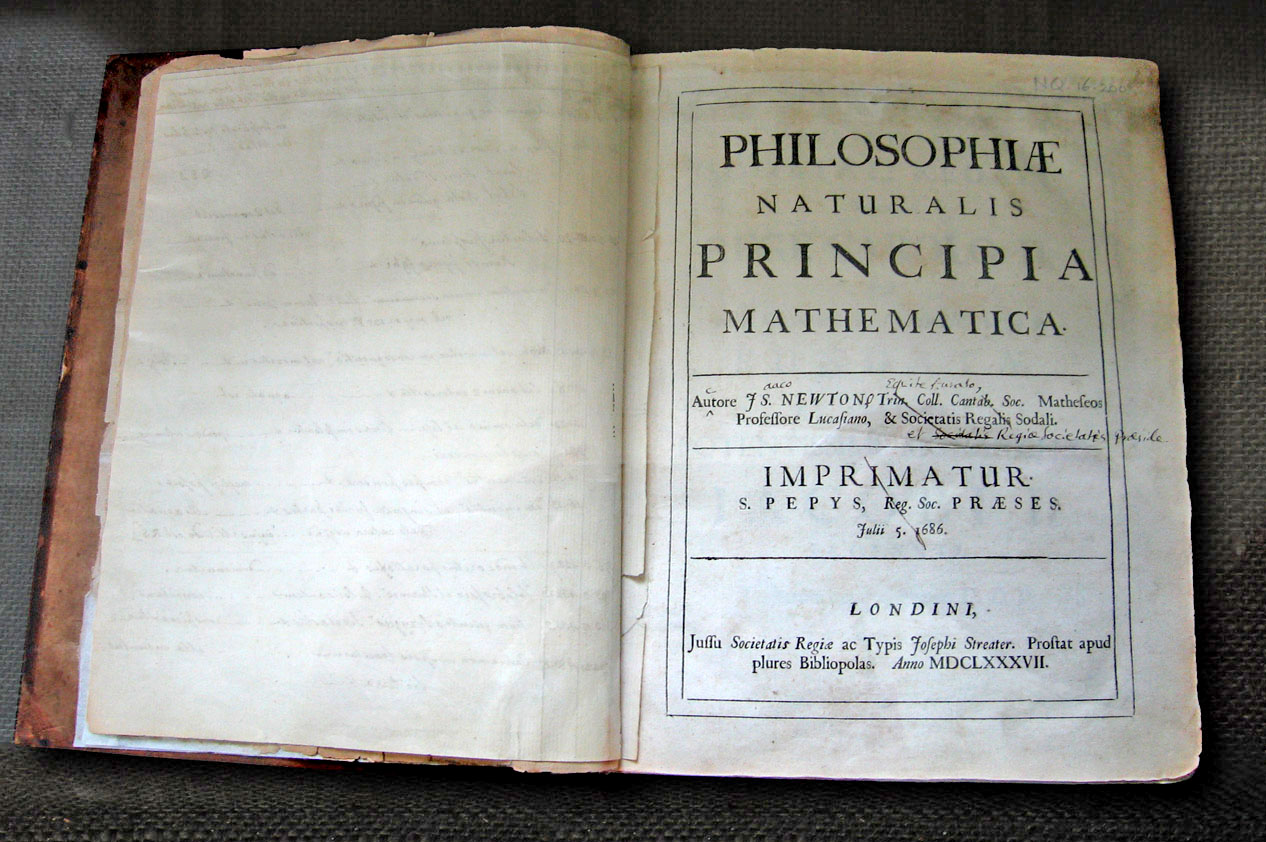
نسخة خاصة بنيوتن من كتابه الأصول الرياضية للفلسفة الطبيعية, عليها تعديلات بخط يده لإضافتها في النسخة الثانية من الكتاب.

ولقد حقق نيوتن أهم اكتشافاته في الضوء والرياضيات في أواسط الثمانينيات من القرن السابع عشر، ولكنه فيما عدا نشرات قليلة عن البصريات لم ينشر إلا القليل من أعماله ولا سيما قانونه في الثقالة. حتى أن علاقاته المتوترة مع العديد من معاصرية في الجمعية الملكية، كانت تجعله بين حين وآخر يشمئز من العلم ويتوجه باهتمامه إلى مواضيع أخرى كانت تحيره دائما كالدين والتأملات الصوفية بل إن أهم عمل له المبادئ كان من الممكن ألا يكتب لولا دعوى خصمه القديم روبرت هوك بأنه من الممكن تفسير حركات الكواكب بقانون التربيع العكسي للجاذبية وبالرغم من أن هوك كان غير قادر على إثبات نظريته إلا أن عالم الفلك والرياضياتي الإنجليزي الشهير إدموند هالي قد طرح المسألة على نيوتن وسأله كيف يجب أن تتحرك الكواكب إذا كانت قوة التجاذب بينها وبين الشمس تتناقص متناسبة عكسا مع مربع أبعادها عن الشمس فأجاب نيوتن بأن الكواكب يجب أن تسير في قطوع ناقصه (مدارات إهليلجية). وحين سأله هالي بعدئذ عن سبب اعتقاده بأنها تسير على هذا النحو أجاب بأنه حسب مداراتها وهكذا فقد كان طلب هالي من نيوتن بان يبرهن نظريته سببا في ان يبدأ نيوتن بتأليف كتاب يشرح فيه نظريته عن الجاذبية (الثقالة) ويشرح كذلك قوانين الحركة الثلاثة التي صاغها وقد أنجز نيوتن كتابه المخطوط في 18 شهر ثم نشره على نفقة هالي بعنوان «المبادئ الرياضية للفلسفه الطبيعية». ومع أن هذا الكتاب كان قد كتب على شكل سلسلة من البديهيات والبراهين المصاغه بكلمات مكثفة جدا، إلا أنه يظل أعظم ما كتب من الأعمال العلمية وأشدها تأثيرا على الإطلاق. فقد أعطى صورة كون فرغ الإله من خلقه وتركة يجري وحده وفقا لجميع الحركات الديناميكية التي تخضع لقانون الجاذبية. واكتسب نيوتن بفضل كتابه المبادئ شهرة عالمية وضمن به مكانه مرموقة لا مثيل لها في المجتمع العلمي.
«لقد كان النظام النيوتني قائما على مجموعه من الافتراضات القليلة والبسيطه المطورة وفق تفكير رياضي واضح وجذاب يكاد يصعب على المحافظين أن يكون لديهم العزم والجرأة لمحاربته»
ولكن نيوتن الذي أصبح رمزا حيا لعصر العقل سرعان ما ضل عن طريق العلم وبدأ يبذل جهدا كبيرا في محاوله إثبات كيف يمكن أن تتحول المعادن الخسيسة إلى ذهب وراح يكتب في الكيمياء أسفارا مطوله لا قيمه لها ولا نفع على الإطلاق.
وقد كتب نيوتن بوصفه موحدا مؤمنا احتفظ بمعتقداته الدينية لنفسه وكتمها كي يضمن بقاءه في كمبردج ، أكثر من مليون كلمة يبدى فيها تأملاته عن معاني آيات الكتاب المقدس الخفيه وبين أن عمر الأرض نحو 5000 سنة اعتمادا على عدد الأجيال المذكورة في التوراة.
في عام 1692 عانى نيوتن من انهيار عصبي ربما كان ناشئا عن الإجهاد ولكن تم إجباره على ترك العمل ما يقرب من عامين على الرغم من أنه شفى تماما من المرض وبالرغم من ذلك فقد توج أبحاثة العلمية بخاتمه بارزة إذا أمضي بعض الوقت خلال العقدين التاليين وهو يجمع أدله وقرائن عن نظريته في الضوء التي نشرت قبل أن تظهر بالعنوان المشهور البصريات عام 1704 بعقدين. وكان السبب في تأخر نشر الكتاب هو أن نيوتن كان يرفض نشره قبل وفاة هوك عام 1703 . وفي هذا العام انتخب نيوتن رئيسا للجمعيه الملكيه خلفا لهوك وقد ظل يشغل هذا المنصب حتى وفاته. كما أنتخب أيضا عضوا في البرلمان عام 1689 ولكنه لم يطلب الكلام طيله السنوات العدة التي قضاها في عضويته إلا مره واحدة عندما طلب إغلاق نافذة كانت مفتوحة.
وفي عام 1696 عين نيوتن مراقبا لدار سك النقود وبعد ذلك بثلاث سوانت تسلم منصب الرئيس الأعلى للدار. ومع ان نيوتن ظل محافظا على انتسابه المهني إلى الجامعة حتي عام 1701، إلا أن تعيينه في الدار أنهى عمليا مهامه الأكاديمية نظرا لانتقاله إلى لندن لتسلم واجباته الرسمية. ولقد حاول بعض المعلقين أن يثبتوا أن هذا التغير في عمل نيوتن حرم العالم العلمي من أكبر شخصياته شموخا لمده تقرب من ربع قرن من حياته ولكن نيوتن نفسه كان لدية الإستعداد لأن يعيش خارج الجامعة، كما كان راغبا في أن يتمتع بشهرته في دوامة لندن الاجتماعية. ثم إن هذا التعيين لم يكن مجرد شرف رمزي، لأن نيوتن بذل مجهودا كبيرا لإنجاز مشروع السك الذي أعده اللورد هاليفاكس. وقد رفع نيوتن أيضا إلى مرتبه فارس من قبل الملكة آن في عام 1705، وكان هذا شرفا لم يتم منحه لعالم من قبل، كما تلقى دخلا ثابتا من وجيه زائر، وأشرف على نشر كتابه البصريات وطبعتين متتاليتين لكتابه المبادئ . ولقد أمضى السنوات الأخيرة من حياته وهو ينعم بمحاوله تقرب الجماهير إليه وقد استمر ذلك حتى وفاته، وكان له من العمر 84 عاما.

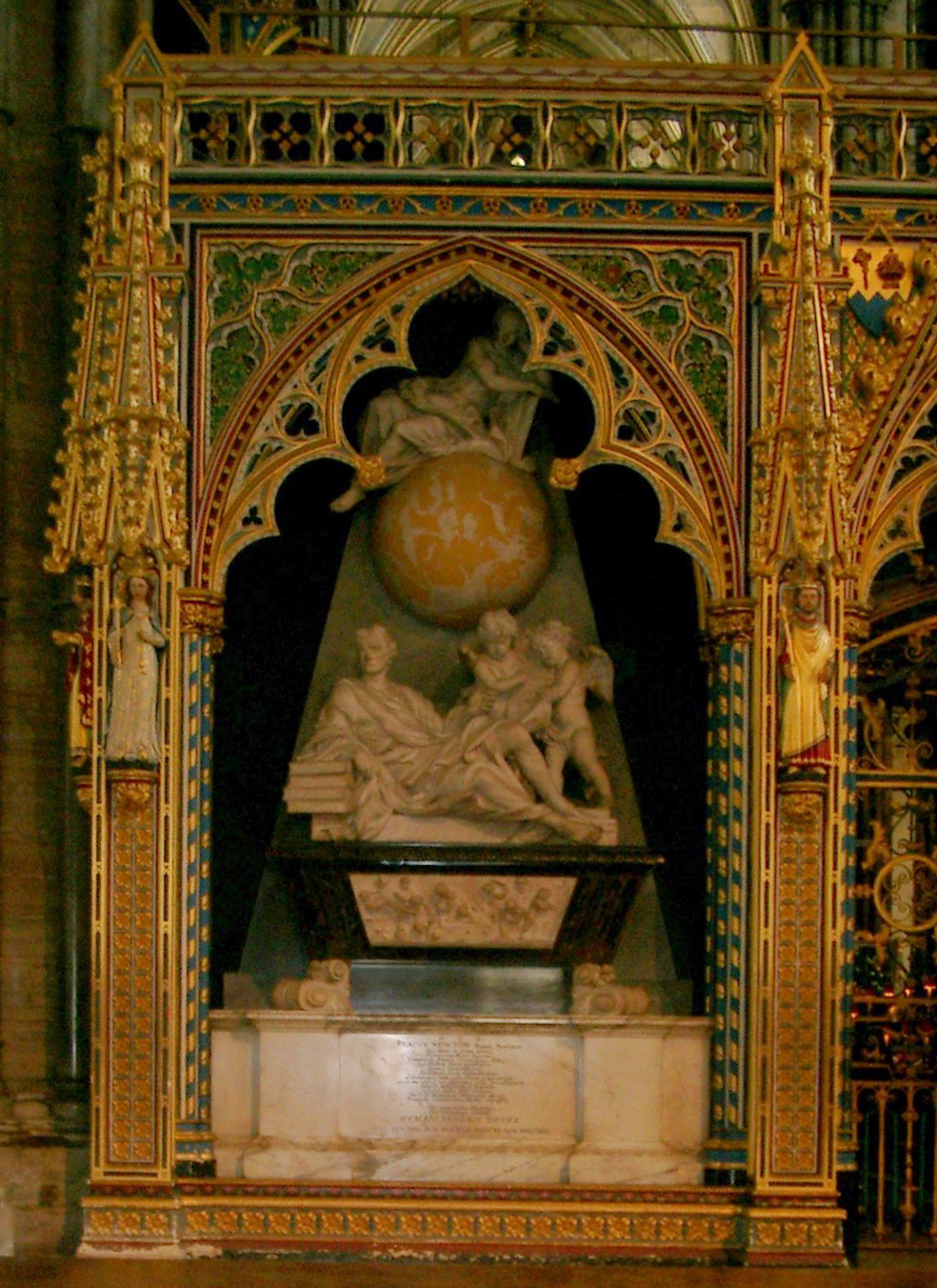
قبر إسحاق نيوتن في دير وستمنستر

«عندما توفي في عام 1727 منح الشرف الأعظم بأن سجي جثمانه في نعش مكشوف في قاعة القدس . وقد حمل نعشه اللورد قاضي القضاة، واثنان بلقب دوق، وثلاثة بلقب إيرل، وكان هذا يعني شيئا ذا شأن في تلك الأيام . ثم إن المكان الذي خصص لنصبه التذكاري كان قد منع سابقا عن أعظم أشرافنا . لقد كانت فرصة عظيمة فهي أول وآخر مرة يمنح فيها رجل من رجال العلم شرفا قوميا كهذا، بل إني أعتقد أن هذا الشرف لم يمنحه أحد في عالم الفكر أو التعليم أو الفن في إنكلترا»